# Dolní Alsasko
Dolní Alsasko (severní Alsasko) byl stát (lankrabství) Svaté říše římské (celý název zněl německy Landgrafschaft Unterelsass, tj. Lankrabství Dolní Alsasko) od 12. století do roku 1646. Dolnoalsaské lankrabství bylo území držené ex officio biskupem ze Štrasburku. 

## Historie
Jednota Dolního Alsaska byla v době pozdního středověku rozbita tím, že byl Štrasburk povýšen na samostatné říšské město. Ve stejné době také postupně vymřela většina významných šlechtických rodů a jejich místo zaujala nově příchozí cizí šlechta z okolí Rýna. Na rozdíl od Horního Alsaska se tím posílily vazby na německé země, zatímco se Štrasburk vymanil z věrnosti k zemi a jeho loajalita se upínala jen k císaři samotnému. 
Nejvýznamnějšími držiteli půdy byl štrasburský biskup a po něm hned po něm hrabě z Hanau-Lichtenberku, avšak největší podíl majetku obou se nacházel mimo Alsasko. Příslušníci nižší šlechty, která byla omezena jen na své statky v Dolním Alsasku, se stali bezprostředními vazaly císaře a byli nazýváni „bezprostřední šlechtou Dolního Alsaska“. 
V roce 1646 po skončení třicetileté války bylo Dolní Alsasko spolu s Alsaskem horním nabídnuto Francii a obě spojeny ve francouzskou provincii.